# Wilsonville (Nebraska)
Wilsonville è un comune degli Stati Uniti d'America, situato nello Stato del Nebraska, nella Contea di Furnas.